# Болугурский наслег (Амгинский улус)
Болугурский наслег — сельское поселение в Амгинском улусе Якутии Российской Федерации.
Административный центр — село Болугур.

## История
Статус и границы сельского поселения установлены Законом Республики Саха (Якутия) от 30 ноября 2004 года N 173-З N 353-III «Об установлении границ и о наделении статусом городского и сельского поселений муниципальных образований Республики Саха (Якутия)»

## Население
| 2002  | 2010  | 2011  | 2012  | 2013  | 2014  | 2015  |
| ----- | ----- | ----- | ----- | ----- | ----- | ----- |
| 1444  | ↗1507 | ↘1505 | ↘1489 | ↘1473 | ↘1444 | ↘1436 |
| 2016  | 2017  | 2018  | 2019  | 2020  | 2021  |       |
| ↘1413 | ↘1401 | ↗1402 | ↗1410 | ↘1384 | ↗1413 |       |

## Состав сельского поселения
| № | Населённый пункт | Тип населённого пункта       | Население |
| - | ---------------- | ---------------------------- | --------- |
| 1 | Болугур          | село, административный центр | ↗1413     |